# HD109241
HD109241 — хімічно пекулярна зоря спектрального класу A5, що має видиму зоряну величину в смузі V приблизно  6,7.
Вона  розташована на відстані близько 276,2 світлових років від Сонця.